# Giovanni Battista Mengardi

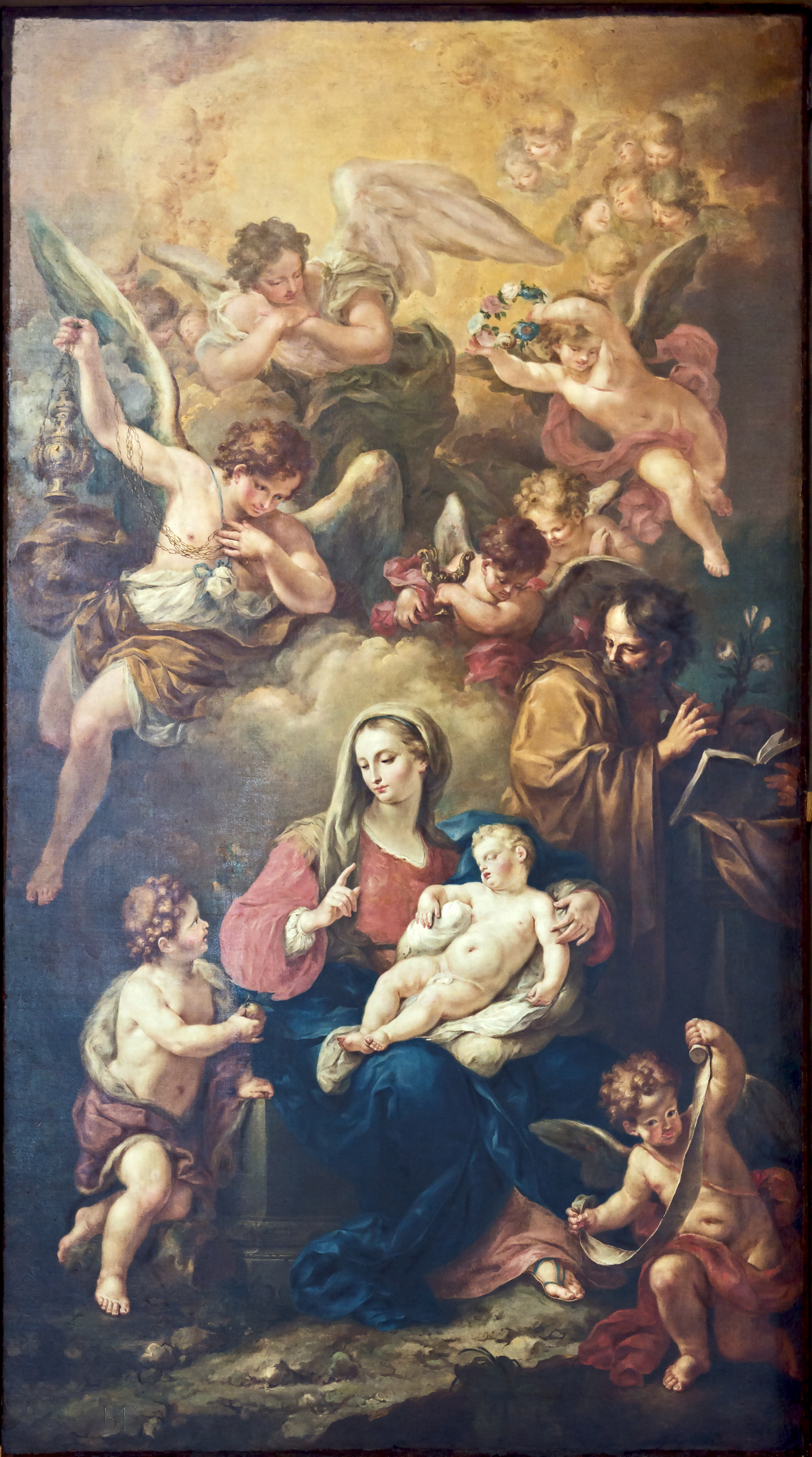
Giambattista Mengardi, Sacra Famiglia, chiesa di San Geremia, Venezia.

Giovanni Battista Mengardi (Padova, 7 ottobre 1738 – Venezia, 28 agosto 1796) è stato un pittore e restauratore italiano cittadino della Repubblica di Venezia.

## Biografia
Figlio di Girolamo e Vittoria Bonafina ebbe la sua prima formazione a Padova e quindi Venezia potendo avere come maestro Giambattista Tiepolo, appena tornato da Würzburg. Iscritto alla fraglia dei pittori di Padova dal 1760 al 1767 eseguì in questa città i suoi primi lavori. La prima opera di prestigio (1760-1761) fu la decorazione della cappella di san Gregorio Barbarigo di cui rimangono le grisaglie delle Virtù nei pennacchi sotto la cupola, invece perduta.
Nel 1767 dopo aver realizzato alcuni affreschi a Palazzo Maldura (Flora e Diana sorprende nel sonno Endimione) lasciò Padova per stabilirsi a Venezia dove si iscrisse all'Accademia.
Tra i primi lavori in area veneziana, in data imprecisata, sono i dipinti ancora acerbi per la parrocchiale di San Pietro a Campagna Lupia. Negli anni settanta del secolo realizzo la pala della Sacra Famiglia per la chiesa di San Geremia a Venezia. Nel 1776 divenne professore e consigliere dell'Accademia (nel 1784 ne fu anche vicepresidente). Nel 1778 fu nominato ispettore presso gli Inquisitori di Stato per il censimento delle opere pittoriche pubbliche succedendo al defunto Zanetti. L'anno successivo la carica fu divisa tra Mengardi come ispettore sopra li quadri delli pittori più insigni esistenti nelle chiese, scuole, conventi e monasteri della dominante ed isole circonvicine ed Edwards invece ispettore al ristauro generale delle pubbliche pitture. Incarico che rallentò notevolmente la sua attività pittorica. Nel 1787 decorò i soffitti di quattro stanze di Palazzo Priuli Venier Manfrin a Cannaregio con soggetti mitologici e allegorici: la Caduta di Fetonte, gli Dei che accolgono Ercole nell’Olimpo, la Gloria corona la Virtù, la Contesa tra Atena e Poseidone. Tra il 1792 e il 1793 ebbe le ultime commissioni rilevanti: il soffitto a fresco del palazzo Barbarigo della Terrazza con Vulcano che consegna le armi di Enea a Venere, accompagnato nelle lunette dalle figure di Apollo, Diana, Giove e Giunone mentre per palazzo Bellavite Baffo eseguì a fresco alcune grisaglie a finto rilievo.